# Gustavo Ramírez
Gustavo Adrián Ramírez Rojas (ur. 13 maja 1990 w Yuty) – paragwajski piłkarz z obywatelstwem meksykańskim występujący na pozycji napastnika, od 2024 roku zawodnik kolumbijskiego Deportes Tolima.

## Kariera klubowa
Ramírez pochodzi z miasta Yuty w departamencie Caazapá i jest wychowankiem tamtejszej amatorskiej drużyny o nazwie Coronel Martínez. W późniejszym czasie przeniósł się do grającego w najwyższej klasie rozgrywkowej zespołu Club 12 de Octubre z miasta Itauguá, gdzie z powodzeniem występował w rozgrywkach młodzieżowych. Mimo regularnych treningów z pierwszą drużyną, prowadzoną przez Saturnino Arrúę, nie zdołał zadebiutować w lidze, a w wieku dziewiętnastu lat za pośrednictwem przedsiębiorcy Hugo Giméneza przeniósł się do akademii juniorskiej meksykańskiego klubu CF Pachuca. Przez dwa lata był jednym z czołowych zawodników ligi meksykańskiej do lat dwudziestu (53 mecze/36 goli) i w wiosennym sezonie Clausura 2011 został królem strzelców tych rozgrywek. Bezpośrednio po tym został wypożyczony do drugoligowego Club León, w ramach współpracy pomiędzy obydwoma klubami (posiadającymi wspólnego właściciela – Grupo Pachuca). Tam spędził pół roku, będąc jednak głębokim rezerwowym.
Wiosną 2012 Ramírez udał się na sześciomiesięczne wypożyczenie do drugoligowej ekipy Lobos BUAP z siedzibą w Puebli, z którą jako podstawowy zawodnik dotarł do finału rozgrywek Liga de Ascenso w sezonie Clausura 2012. Zaraz po tym osiągnięciu – również na zasadzie wypożyczenia – zasilił drugoligowy zespół Dorados de Sinaloa z miasta Culiacán; tam w jesiennym sezonie Apertura 2012 w roli ważnego gracza formacji ofensywnej ponownie dotarł do finału drugiej ligi, a także zdobył puchar Meksyku – Copa MX. Po upływie roku został wypożyczony po raz kolejny, tym razem na sześć miesięcy do nowo powstałej drugoligowej ekipy Alebrijes de Oaxaca, w której barwach w sezonie Apertura 2013 został królem strzelców drugiej ligi meksykańskiej, notując dwanaście trafień. W styczniu 2014 na zasadzie wypożyczenia przeniósł się do drugoligowego Estudiantes Tecos z siedzibą w Guadalajarze (również będącego własnością Grupo Pachuca), z którym w sezonie Clausura 2014 triumfował w rozgrywkach Ascenso MX. Sam mimo regularnych występów sporadycznie wpisywał się na listę strzelców, a Tecos wobec porażki w barażowym dwumeczu z Universidadem de Guadalajara nie awansowali do najwyższej klasy rozgrywkowej.
W lipcu 2014 Ramírez wraz z resztą drużyny został zawodnikiem drugoligowego, nowo założonego zespołu Mineros de Zacatecas, który wykupił licencję Tecos. Już 21 lipca 2014 w ligowym meczu z Necaxą (2:1) strzelił pierwszego gola w historii klubu, który był jednocześnie najszybciej strzeloną bramką w historii meksykańskiego futbolu (pokonał bramkarza już w czwartej sekundzie meczu). W ekipie Mineros spędził kolejne półtora roku, bezskutecznie walcząc o promocję na najwyższy szczebel rozgrywek, lecz jednocześnie pozostawał jednak jednym z czołowych graczy drugiej ligi. W późniejszym czasie powrócił do Pachuki, w której barwach 7 lutego 2016 w zremisowanym 1:1 spotkaniu z Pumas UNAM zadebiutował w Liga MX. Premierowego gola strzelił natomiast 9 kwietnia tego samego roku w wygranej 2:1 konfrontacji z Tigres UANL.
| Sezon     | Klub                 | Kraj   | Rozgrywki  | Mecze | Bramki |
| --------- | -------------------- | ------ | ---------- | ----- | ------ |
| 2011/2012 | Club León            | Meksyk | Ascenso MX | 4     | 1      |
| 2011/2012 | Lobos BUAP           | Meksyk | Ascenso MX | 16    | 5      |
| 2012/2013 | Dorados de Sinaloa   | Meksyk | Ascenso MX | 23    | 7      |
| 2013/2014 | Alebrijes de Oaxaca  | Meksyk | Ascenso MX | 14    | 12     |
| 2013/2014 | Estudiantes Tecos    | Meksyk | Ascenso MX | 21    | 2      |
| 2014/2015 | Mineros de Zacatecas | Meksyk | Ascenso MX | 28    | 8      |
| 2015/2016 | Mineros de Zacatecas | Meksyk | Ascenso MX | 15    | 9      |
| 2015/2016 | CF Pachuca           | Meksyk | Liga MX    |       |        |